# Bensimalites
Les Bensimalites, Benê Sim'al, "Fils de la gauche", (au nord de l'Euphrate) par opposition aux Benjaminites, Benê Yamîna, "Fils de la droite" (au sud). Ils représentent la division fondamentale des Bédouins Hanéens "gens qui vivent sous la tente", apparentés aux Amorrites, qui ont envahi la Mésopotamie au début du IIe millénaire av. J.-C.

## Les Bensimalites dans la documentation mariote.
Les Bensimalites sont bien documentés dans la correspondance de Mari, petit royaume du Moyen-Euphrate. Ils contribuent très largement à l'accession au pouvoir du roi Zimrî-Lîm en 1774 av. J.-C. L'alliance entre le roi de Mari et les tribus bensimalites ne se démentit jamais. Ils constituent le fer de lance des armées mariotes et de ses forces de maintien de l'ordre (les bazahatum). En contrepartie, ils bénéficient du soutien de Zimrî-Lîm dans leurs querelles contre leurs rivaux Benjaminites.

## Mode de vie.
Nous avons souvent du mal à imaginer le mode de vie des Bédouins avec nos représentations (parfois romantiques) de sédentaires. Leur mode de vie n'était pas totalement nomade mais davantage semi-nomade. Ils circulaient une partie de l'année pour faire paître leurs troupeaux de moutons sur les terres disponibles. Cependant, ils possédaient aussi des villages dans lesquels ils échangeaient les marchandises, pouvaient se ravitailler ou s'établir quelque temps. Les tribus bensimalites possédaient également un sanctuaire "confédéral" qui permettait de souder les tribus sur le plan religieux. À l'époque de Zimrî-Lîm, c'est Nahur qui semble jouer cette fonction.

## Le rapport avec les sédentaires.
La division entre nomades et sédentaires n'était pas toujours très nette pour les raisons évoquées ci-dessous. Toutefois, l'utilisation des terres de pâture et l'accès aux points d'eau entraînaient des conflits réguliers entre les éleveurs et les cultivateurs ou entre les nomades. C'est là qu'intervenait le rôle des autorités et du Merhum. Il fallait trouver un terrain d'entente acceptable par les deux parties. En temps normal, le partage se faisait de la façon suivante :
- Les sédentaires occupaient les terres arables, fertiles, le long des cours d'eau et des zones irrigables.
- Les nomades contrôlaient la steppe en marge du désert. Après les invasions amorrites, notons toutefois que ces derniers avaient également pris le contrôle de certaines localités dans la vallée de l'Euphrate ou nomades et sédentaires se sont mélangés au fil du temps. Citons les localités de Mišlân et Appân situées respectivement en amont et en aval de Mari ou encore Samânum dans le district de Terqa.